# Scurtu Mare
Scurtu Mare es una comuna ubicada en el distrito de Teleorman, Rumania.

## Superficie
Posee una superficie de 60,14 kilómetros cuadrados.

## Demografía
Hasta 2021 la población era de 1395 habitantes, con una densidad de población de 23,20 habitantes por kilómetro cuadrado.